# Stanislav Mykycej
Stanislav Ihorovyč Mykycej (in ucraino Станіслав Ігорович Микицей?; Donec'k, 7 settembre 1989) è un calciatore ucraino, difensore del Cosmos Nowotaniec.

## Carriera
Ha giocato nella massima serie dei campionati ucraino e lettone.